# Kawin Thamsatchanan
Kawin Thamsatchanan, né le 26 janvier 1990 à Bangkok en Thaïlande, est un footballeur international thaïlandais. Il évolue au poste de gardien de but.

## Biographie

### En club

#### Jeunesse et débuts amateurs
Kawin Thamsatchananan naît le 26 janvier 1990 à Bangkok en Thaïlande. Il commence sa carrière d'abord comme amateur avec le Rajpracha FC en 2007. En 2008, le Muangthong United, alors champion de Thaïlande en titre de troisième division thaïlandaise, fait signer Kawin à l'âge de 18 ans. Lors de sa première saison avec Muangthong United, il est régulièrement titulaire et aide le club à remporter le titre de deuxième division thaïlandaise cette saison-là. 

#### Vers le professionnalisme
Après la promotion de Muangthong United en Thai Premier League, Kawin mène l'équipe à remporter le titre en Thai Premier League deux années de suite, en 2009 et en 2010.
En octobre 2010, Bryan Robson, légende de Manchester United et sélectionneur de l'équipe nationale thaïlandaise à l'époque, s'est entretenu avec Eric Steele, l'entraîneur des gardiens de United, lui suggérant le gardien thaïlandais. Cependant, Kawin se casse le poignet, l'empêchant de jouer pendant plusieurs mois et mettant fin à ses espoirs de passer ses tests à Manchester United.
Au début de la saison 2013, alors qu'il participe à un tournoi amical, Kawin entre en collision avec le Ghanéen Chris Dickson. Cette collision aura pour conséquence un tibia cassé, qui l'empêchera de jouer pendant sept mois. Après son retour de blessure sur les terrains, il se disloque l'épaule et se déchire les ligaments lors d'un match de Thai Premier League contre le TOT SC, mettant ainsi fin à sa saison. 
Kawin est nommé homme du match contre le Johor Darul Ta'zim FC en demi-finale de la Ligue des champions de l'AFC 2016. Lors de ce match, il arrête trois tirs au but lors de la séance de tirs au but.

#### Première expérience étrangère
Le 10 janvier 2018, le club belge de l'OH Louvain annonce la signature de Thamsatchanan, avec un contrat valable jusqu'au 30 juin 2023.

#### Prêt à l'Hokkaido Consadole Sapporo
Le 8 février 2020, il est prêté pour un an à l'Hokkaido Consadole Sapporo, qui évolue en première division japonaise.

### En équipe nationale
Kawin joue son premier match avec la Thaïlande le 20 mai 2008, en amical contre le Népal (victoire 7-0). Il est titulaire lors du tournoi de l'AFF Suzuki Cup en 2012, où la Thaïlande s'incline en finale face à l'équipe de Singapour.
Il représente l'équipe de Thaïlande olympique aux Jeux d'Asie du Sud-Est de 2013. Il devient ensuite porte-drapeau de la délégation thaïlandaise aux Jeux asiatiques de 2014, ainsi que le capitaine de l'équipe de Thaïlande olympique lors de ce tournoi. 
Le gardien fait partie de l'équipe thaïlandaise qui remporte l'AFF Suzuki Cup en 2014 puis en 2016.

## Statistiques
| Saison                | Club                  | Championnat           | Championnat | Championnat | Coupe(s) nationale(s) | Coupe(s) nationale(s) | Compétition(s) continentale(s) | Compétition(s) continentale(s) | Compétition(s) continentale(s) | Total | Total |
| Saison                | Club                  | Division              | M.          | B.          | M.                    | B.                    | Comp.                          | M.                             | B.                             | M.    | B.    |
| 2007                  | Rajpracha FC          | Thai League 4         | 16          | 0           | 0                     | 0                     | -                              | 0                              | 0                              | 16    | 0     |
| Sous-total            | Sous-total            | Sous-total            | 16          | 0           | 0                     | 0                     | -                              | 0                              | 0                              | 16    | 0     |
| 2008                  | Muangthong United     | Thai League 2         | -           | -           | -                     | -                     | -                              | 0                              | 0                              | 0     | 0     |
| 2009                  | Muangthong United     | Thai Premier League   | -           | -           | -                     | -                     | -                              | 0                              | 0                              | 0     | 0     |
| 2010                  | Muangthong United     | Thai Premier League   | -           | -           | -                     | -                     | C1 AFC                         | 2                              | 0                              | 2     | 0     |
| 2011                  | Muangthong United     | Thai Premier League   | -           | -           | -                     | -                     | C1 AFC                         | 1                              | 0                              | 1     | 0     |
| 2012                  | Muangthong United     | Thai Premier League   | -           | -           | -                     | -                     | -                              | 0                              | 0                              | 0     | 0     |
| 2013                  | Muangthong United     | Thai Premier League   | 2           | 0           | 0                     | 0                     | -                              | 0                              | 0                              | 2     | 0     |
| 2014                  | Muangthong United     | Thai Premier League   | 35          | 0           | 0                     | 0                     | -                              | 0                              | 0                              | 35    | 0     |
| 2015                  | Muangthong United     | Thai Premier League   | 29          | 0           | 1                     | 0                     | C1 AFC                         | 0                              | 0                              | 30    | 0     |
| 2016                  | Muangthong United     | Thai Premier League   | 31          | 0           | 2                     | 0                     | C1 AFC                         | 2                              | 0                              | 35    | 0     |
| 2017                  | Muangthong United     | Thai Premier League   | 25          | 0           | 3                     | 0                     | C1 AFC                         | 8                              | 0                              | 36    | 0     |
| Sous-total            | Sous-total            | Sous-total            | 122         | 0           | 6                     | 0                     | -                              | 13                             | 0                              | 141   | 0     |
| 2017-2018             | Oud-Heverlee Louvain  | Division 1B           | 0           | 0           | 0                     | 0                     | -                              | 0                              | 0                              | 0     | 0     |
| Sous-total            | Sous-total            | Sous-total            | 0           | 0           | 0                     | 0                     | -                              | 0                              | 0                              | 0     | 0     |
| Total sur la carrière | Total sur la carrière | Total sur la carrière | 256         | 0           | 0                     | 0                     | -                              | 0                              | 0                              | 256   | 0     |

## Palmarès

### En club
- Muangthong United
  - Championnat de Thaïlande
    - Champion : 2009, 2010, 2012 et 2016

  - Championnat de Thaïlande D2
    - Champion : 2008

  - Coupe de Thaïlande
    - Vainqueur : 2010

  - Coupe de la ligue de Thaïlande 
    - Vainqueur : 2016 et 2017

  - Supercoupe Thaïlande 
    - Vainqueur : 2017

  - Championnat du Mékong des clubs
    - Vainqueur : 2017

### En équipe nationale
- Équipe de Thaïlande olympique
  - Jeux d'Asie du Sud-Est
    - Vainqueur : 2013
- Équipe de Thaïlande
  - Championnat d'Asie du Sud-Est
    - Vainqueur : 2014 et 2016

  - King's Cup
    - Vainqueur : 2016 et 2017

### Personnel
- Équipe de Thaïlande
  - Championnat d'Asie du Sud-Est
    - Meilleur 11 du tournoi : 2014 et 2016